# Удяуре
Удяуре (на шведски: Uddjaure) е едно от десетте най-големи езера на Швеция. Намира се в лен Норботен, в северната част на страната. Площта му варира от 190 до 250 км2. Като референтна, често се посочва площ от 210 км2.
Близо до него е разположено друго голямо езеро – Хорнаван.